# Ron Vos
Ron Vos  (26 februari 1974) is een Nederlands voormalig voetballer die als verdediger uitkwam voor Willem II, TOP Oss en het Belgische KFC Poederlee.